# JCPenney
J. C. Penney Company, Inc (ДжейСи-Пенни) — одно из крупнейших американских предприятий розничной торговли, сеть универмагов и производитель одежды и обуви под различными торговыми марками.

## Описание
На 2016 год насчитывалось 1014 универмагов JCPenney в 49 штатах США и Пуэрто-Рико. В универмагах JCPenney часто расположены бутики Sephora, Seattle's Best Coffee, салоны красоты, магазины очков, фотостудии и ремонт украшений. Большинство универмагов расположены в пригородных торговых центрах. Напротив, до 1966 года большинство универмагов была в даунтауне американских городов. Интернет торговля началась в 1998 году.
Главный офис находится в северо-восточном пригороде Далласа в Плейно по адресу: 6501 Legacy Drive, Plano, Texas.

## История
Предприятие было основано выходцем из штата Миссури Джеймсом Кэш Пенни (1875—1971) в городке Кеммерер штата Вайоминг. В 1909 году главный офис был переведен в Солт-Лейк-Сити, а в 1914 году — в Нью-Йорк .
В 1920 году была приобретена компания The Crescent Corset Company.
В 1924 году был открыт уже 500-й универмаг ДжейСи-Пенни на родине Джеймса Пенни в Гамильтоне, штат Миссури. А в 1928 году уже работало 1000 универмагов.
Сэм Уолтон — основатель сети универмагов Walmart начал работать в J. C. Penney в 1940 году в городе Де-Мойн штата Айова. К 1941 году J.C. Penney имел уже 1600 магазинов.
В 1959 году начали распространяться кредитные карточки J.C. Penney. В 1969 году была приобретена сеть аптек Thrift Drug.
В 1973 году J.C. Penney достигло максимального числа универмагов — 2053 (300 из которых были с полным ассортиментом товаров).
В 1977 году итальянские универмаги J.C. Penney были проданы компании La Rinascente. В 1980 году из-за нерентабельности была закрыта сеть магазинов торгующих по сниженным ценам Treasury.
В 1984 году был приобретён First National Bank в Харрингтоне штат Делавэр и переименован в JCPenney National Bank.
В 1989 году начат действовать телевизионный канал JCPenney Television Shopping Channel.
В 1990 году штаб-квартира корпорации была переведена в Плейно штат Техас.
В 2000-х и в 2010-х годах постепенно стали открываться внутри универмагов JC Penney самостоятельные бутики таких брендов как: Sephora, Nike и Adidas.
В начале 2010-х годов у ритейлера JCPenney происходит падение продаж и начинается кризис. И в июне 2011 года на должность генерального директора был приглашён Рон Джонсон — который был известен тем что будучи вице-президентом по розничной торговле компании Apple Inc. запустил и успешно развил сеть розничных фирменных магазинов Apple Store. Рон Джонсон уволил многих старых управленцев, попытался создать свою новую команду — например на одну из должностей старшего вице-президента он поставил известного консультанта по моде Ника Вустера, затем затеял глобальную трансформацию и ребрендинг всех магазинов. Но это не помогло и падение продаж продолжилось, достигнув наивысшей точки в IV-м квартале 2012 финансового года — когда продажи в магазинах упали на 32 %. После чего 8 апреля 2013 года он был уволен с поста генерального директора JC Penney и заменён своим предшественником Майком Уллманом.
Кризис падения продаж продолжался в течение всех 2010-х годов, менялись гендиректора компании, ежегодно закрывались десятки нерентабельных магазинов, сокращался штат работников компании, но к прибыльности компания так и не смогла вернуться. В 2010 году сеть компании состояла из 1108 магазинов, а к началу 2019 года осталось только 872 магазина.
В 2020 году JC Penney планирует закрыть ещё около 200 магазинов, а в СМИ пишут что компания близка к подаче заявление о плановом банкротстве, после чего начнётся санация предприятия.

## Торговые марки JCPenney
J.C. Penney начала изготавливать одежду и другие товары под собственными торговыми марками когда производители прекращали поставлять товары.
- St. John’s Bay — повседневная мужская, женская и детская одежда;
- The Original Arizona Jean Company — неформальная, для отдыха, мужская, женская и детская одежда и сандалии;
- Xersion — спортивная, для активной жизни, мужская, женская и детская одежда;
- Stafford — деловая, формальная мужская одежда и обувь;
- J. Ferrar (JF) — полная линия мужской одежды и обуви;
- Worthington — полная линия повседневной женской одежды и обуви;
- a.n.a — линия молодёжной женской одежды и обуви;
- Ambrielle — женское бельё;
- JCPenney Home™ — товары для дома.